# Rio Itoupava
Rio Itoupava är ett vattendrag i Brasilien.   Det ligger i delstaten Santa Catarina, i den södra delen av landet, 1 500 km söder om huvudstaden Brasília.
Trakten runt Rio Itoupava består till största delen av jordbruksmark. Runt Rio Itoupava är det tätbefolkat, med 356 invånare per kvadratkilometer.